# Utricularia cecilii
Utricularia cecilii е вид растение от семейство Lentibulariaceae. Видът е застрашен от изчезване.

## Разпространение
Разпространен е в Индия (Карнатака и Керала).